# Juan Martín López
Pour les articles homonymes, voir López.
Juan Martín López est un joueur argentin de hockey sur gazon né le 25 mai 1985 à Buenos Aires. Il a remporté avec l'équipe d'Argentine la médaille d'or du tournoi masculin aux Jeux olympiques d'été de 2016 à Rio de Janeiro.